# The Day I Met Marie
The Day I Met Marie is een nummer van Cliff Richard, als single uitgebracht in augustus 1967. Het nummer is geschreven door The Shadows-voorman Hank Marvin en geproduceerd door Norrie Paramor.
Het nummer bereikte de tiende plek in de hitlijst in het VK, Denemarken en Ierland, nummer 5 in Australië, nummer 4 in Nieuw-Zeeland en nummer 8 in de Nederlandse Top 40. 
Zoals veel nummers van Richard uit de jaren 60, stond deze single ook niet op een van zijn studio-albums. Het eerste album waar dit nummer op opgenomen was, was Richards compilatie-album The Best of Cliff uit 1969. Het is sindsdien op talloze compilaties opgenomen, waaronder 40 Golden Greats uit 1977, Love Songs uit 1981, The Whole Story: His Greatest Hits uit 2000, The 50th Anniversary Album uit 2008 en 75 at 75 uit 2015. 
Een live-versie met the Shadows staat ook op het live-album Thank You Very Much uit 1979. The Shadows hebben ook een studio-versie opgenomen voor hun album From Hank, Bruce, Brian and John uit december 1967.

## Tekst
In het lied vertelt de zanger dat hij op een hete zomerdag in het hooi ligt en onverwacht gezelschap krijgt van Marie. Het meisje is even later weer verdwenen, maar ze heeft een goede herinnering achtergelaten. Misschien was ze maar een droom.

## NPO Radio 2 Top 2000
| Nummer met noteringen in de NPO Radio 2 Top 2000 | '00 | '01  | '02  | '03  | '04  | '05  | '06 | '07  | '08  |
| ------------------------------------------------ | --- | ---- | ---- | ---- | ---- | ---- | --- | ---- | ---- |
| The Day I Met Marie                              | 972 | 1203 | 1343 | 1688 | 1664 | 1922 | -   | 1840 | 1916 |

1. ↑  Een '-' betekent dat het nummer niet was genoteerd en een vetgedrukt getal geeft de hoogste notering aan.
2. ↑  2000 was het eerste jaar met een notering voor dit nummer.
3. ↑  Deze tabel is bijgewerkt tot en met de laatste editie (2024).